# Adam Jones (musicien)
Pour les articles homonymes, voir Adam Jones et Jones.
Adam Thomas Jones, né le 15 janvier 1965 à Park Ridge dans l'Illinois, est l'actuel guitariste du groupe de metal/rock progressif Tool. Il a été élevé au 75e rang des plus grands guitaristes de tous les temps par le Rolling Stone Magazine et 9e du classement du magazine Guitar World des plus grands guitaristes de heavy metal.

## Biographie

### Jeunesse
Jones jouait du violon à l'école primaire. Il a été admis au Suzuki Program, et a continué à jouer du violon jusqu'à ses premières années de lycée.

### Carrière
Il rejoint plus tard au début des années 1980, le groupe Electric Sheep formé par Tom Morello (futur guitariste de Rage Against the Machine et Audioslave) en remplacement du bassiste qui avait quitté le groupe. Adam Jones n'avait même pas de basse et devait en emprunter une lorsqu'ils se retrouvaient pour jouer. Il n'a jamais pris de cours de basse ni de guitare.
Electric Sheep ne connaît pas une grande renommée, malgré l'enthousiasme de la part de leur cercle proche.
Le groupe a la particularité d'avoir eu deux de ses membres cités dans la liste des 100 meilleurs guitaristes de tous les temps du magazine Rolling Stone.
Bien qu'il ait reçu une bourse pour continuer ses études à l'université, Adam, intéressé par le cinéma, quitta le foyer familial fin 1988 et choisit de s'installer à Los Angeles afin étudier l'art dans la Hollywood Makeup Academy, dont il sortit diplômé en 1987. C'est alors naturellement qu'il décida d'aller à Hollywood, dans l'espoir de travailler dans le cinéma. Il commença par étudier les techniques du maquillage, puis s'intéressa à la sculpture et aux effets spéciaux, notamment les techniques de Stop-Motion qu'il appliqua par la suite dans certains vidéo-clips de chansons de Tool. Il travailla un moment chez Rick Lazzarini dans son Character Shop et dans Monsters, une série télévisée similaire aux Contes de la crypte, participa à la conception de plusieurs spots publicitaires et même, engagé dans le studio de Stan Winston, collabora aux effets spéciaux de Terminator 2, Predator 2 et Jurassic Park.
Passionné d'art, Adam Jones traîne dans le milieu undergound de Los Angeles. Il raconte qu'il y a rencontré un beau jour un dénommé Ronald P. Vincent, écrivain, et auteur en 1948 d'une œuvre unique, A joyful guide to lachrymology, basé sur la philosophie de la lachrymologie [réf. nécessaire]. Jones aurait alors décidé de créer un groupe de musique, qui lui servirait d'outil (d'où le nom Tool - « outil » en anglais). En fait, Ronald P. Vincent, après quelques recherches, n'aurait jamais existé ce n'était qu'une blague des membres du groupe Tool[réf. nécessaire].
Il a réalisé toutes les vidéos de Tool, à l'exception de Hush. Jones s'inspire des univers picturaux des frères Quay  ainsi que d 'Alex Grey. Ce dernier participe à la réalisation du clip de Parabola. Il apparaît également dans plusieurs albums des Melvins et joue avec eux en tant que guitariste sur diverses tournées lorsque c'est compatible avec ses activités dans Tool.

## Divers
- Adam est un grand fan du groupe Devo.
- Bien qu'il soit gaucher, Adam joue de la guitare comme un droitier.
- Il est assez doué en dessin, et a réalisé certaines affiches de concert de Tool.
- Il est classé 3e dans la liste des meilleurs riff architects dressée par le magazine Guitar One.
- Il a été élu deuxième plus grand guitariste metal par les internautes sur le site Loudwire[5].
- Les photos qu'il prend lors de son temps perdu sont utilisées lors des concerts de Tool.
- Il possède plusieurs animaux dont le cochon présent sur la pochette de l'album Undertow.